# Eristalis alpina
Eristalis alpina là một loài ruồi trong họ Ruồi giả ong (Syrphidae). Loài này được Panzer mô tả khoa học đầu tiên năm 1794. Eristalis alpina phân bố ở vùng Cổ Bắc giới